# 不透明度

每个面板后面都有一颗星星：1为不透明，2为半透明，3为透明。

不透明度是衡量電磁輻射或其他类型辐射（尤其是可见光）的不可穿透性。在輻射轉移中，不透明度描述了辐射在介质（如等离子体、介電質、屏蔽材料、玻璃等）中的吸收和散射。